# Kermit la rana
Kermit la rana (in inglese Kermit the Frog) è un personaggio immaginario del gruppo dei Muppet di Jim Henson creato a Leland, Mississippi, USA. È un burattino che ha l’aspetto di una rana antropomorfa, mosso da Jim Henson fino al 1990 (anno di morte dell'autore) e successivamente da Steve Whitmire. Dal 2017, a causa del licenziamento di Whitmire imposto dalla Disney dovuto di divergenze creative e contrattuali con l'attore, il compito di muovere e dare vita a Kermit è passato nelle mani di Matt Vogel.
Kermit è il Muppet più famoso, è stato utilizzato come presentatore nel Muppet Show, in cui occasionalmente ha cantato e ballato, è apparso in Sesamo apriti tra il 1969 e il 1990 ed è protagonista dei vari film realizzati con il gruppo di pupazzi e attori in carne e ossa.
Nelle storie è spesso implicato in una relazione di odio/amore per Miss Piggy: in I Muppet alla conquista di Broadway (The Muppets Take Manhattan) (1984) i due si sposano. Il 4 agosto 2015 è stata annunciata la fine del loro rapporto, e che al posto di Piggy vi è ora un altro personaggio femminile chiamato Denise.

## Storia
(Kermit la rana)

### Origini

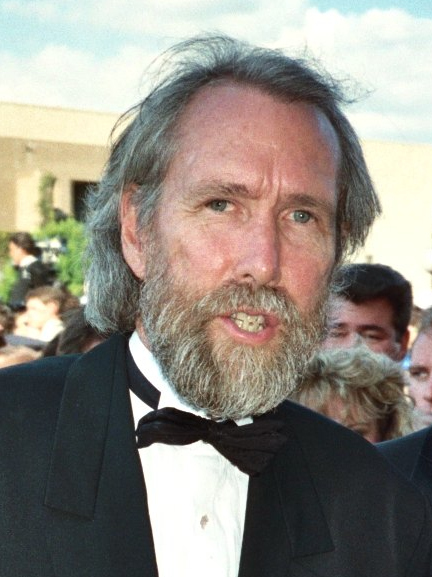
Jim Henson, ideatore e voce di Kermit.

Originalmente Kermit comparve per la prima volta in Sam and Friends, il primo programma che caratterizza i Muppet.
Il primo burattino di Kermit era realizzato da Jim Henson utilizzando un vecchio cappotto per creare il corpo, delle palle da ping pong tagliate a metà per gli occhi, e un cartoncino per costruire la bocca. Questa versione precoce di Kermit non veniva considerato ancora una rana, ma una creatura astratta senza specie apparente: invece di avere le zampe palmate, aveva piedi arrotondati e non possedeva il suo famoso colletto, marchio di fabbrica.
Nella metà degli anni '60, il marchio di fabbrica di Kermit diventa, per un breve periodo, un maglione rosso.
Kermit inizia ad essere chiamato "rana" intorno al 1966 e al 1968 dai presentatori degli show televisivi americani in cui Kermit faceva apparizioni frequentemente. Quest'ultimo diventa ufficialmente una rana nel 1969 con l'inizio di Sesamo apriti.

### Sesame Street
Kermit appare come personaggio principale di Sesame Street fin dal primo episodio. Dopo la seconda stagione dello spettacolo, Kermit era destinato ad essere rimosso dal cast, ma ritornò nella terza stagione. Gli sketch nei quali Kermit appariva frequente su Sesame Street erano brevi lezioni, spesso interrotte da dei mostri, riguardanti dei determinati argomenti e uno sketch nel quale Kermit, nella veste di un reporter, intervista personaggi di famose fiabe, favole e filastrocche.
Con la morte di Jim Henson nel 1990, vengono raramente prodotti nuovi sketch con Kermit, ma vengono ritrasmessi quelli vecchi.  A differenza del resto dei Muppet dello show, Kermit non è mai stato di proprietà della Sesame Workshop e raramente faceva parte del marketing dello show. Quando la Sesame Workshop, che ha prodotto lo show, ha acquisito la piena proprietà dei suoi personaggi dalla Jim Henson Company per 180 milioni di dollari, Kermit non è stato incluso nell'accordo. Nel 2004, quando la Disney acquistò i personaggi del Muppet Show, Kermit venne completamente rimosso dal cast e non vengono più trasmessi i vecchi sketch. 
Nel 2009, Kermit fa un cameo in un episodio de Il mondo di Elmo. Più di recente, si è esibito in occasione del 50° anniversario dello spettacolo, dove ha cantato "Bein' Green" con il musicista Elvis Costello.

### Muppet Show e le serie successive
Nel 1976, Kermit fu il personaggio centrale del Muppet Show, nel quale ricopriva il ruolo di presentatore e di direttore di scena.
Nel 1996, nella serie Muppets Tonight, Kermit è ancora un personaggio principale, ma il ruolo di presentatore viene dato a Clifford.

## Caratterizzazione
Kermit è solitamente descritto come il membro più adulto dei Muppet e agisce più razionalmente in confronto al comportamento sciocco o bizzarro degli altri personaggi.
Jim Henson descrisse Kermit come "un tipo accomodante, molto simpatico... a volte un po' furbo." Frank Oz ha osservato che Kermit ha un naturale senso della leadership all'interno dei Muppet, spiegando che molte volte dà il massimo. Brian Henson ha descritto la performance di suo padre Jim nella parte di Kermit come "un'uscita dalla propria personalità: era un'intelligenza ironica, un po' birichina, ma Kermit ha sempre amato tutti quelli che lo circondavano e amava anche i begli scherzi."
Kermit è stato spesso definito "l'alter ego pacato di Henson", nonché "il mediatore ragionevole, spesso perplesso in un mondo irragionevole." Molti colleghi di Henson, come il suo agente Bernie Brillstein, hanno confermato quanto le personalità di Jim e Kermit fossero vicine e inseparabili.
Dopo la morte di Henson, il veterano interprete del The Muppet Show Steve Whitmire è stato nominato il nuovo interprete di Kermit. Whitmire spiegò che il suo intento principale quando ereditò Kermit "era quello di assicurarsi che il personaggio rimanesse lo stesso e coerente, ma non lo fece."
La personalità del Kermit interpretato da Whitmire è stata ampiamente descritta come più sana, spensierata e in stile Pollyanna di quella di Henson. Brian Henson ha affermato che mentre la performance di Whitmire è stata "a volte eccellente, e sempre abbastanza buona", ha anche spiegato che "Kermit, come personaggio, si è appiattito nel tempo ed è diventato troppo quadrato e non così vitale come avrebbe dovuto essere".
Il suo migliore amico è Fozzie l’Orso e il suo interesse romantico è Miss Piggy fino al 2015. Ebbe una relazione di quasi sei mesi con la maialina Denise.

## Altri media

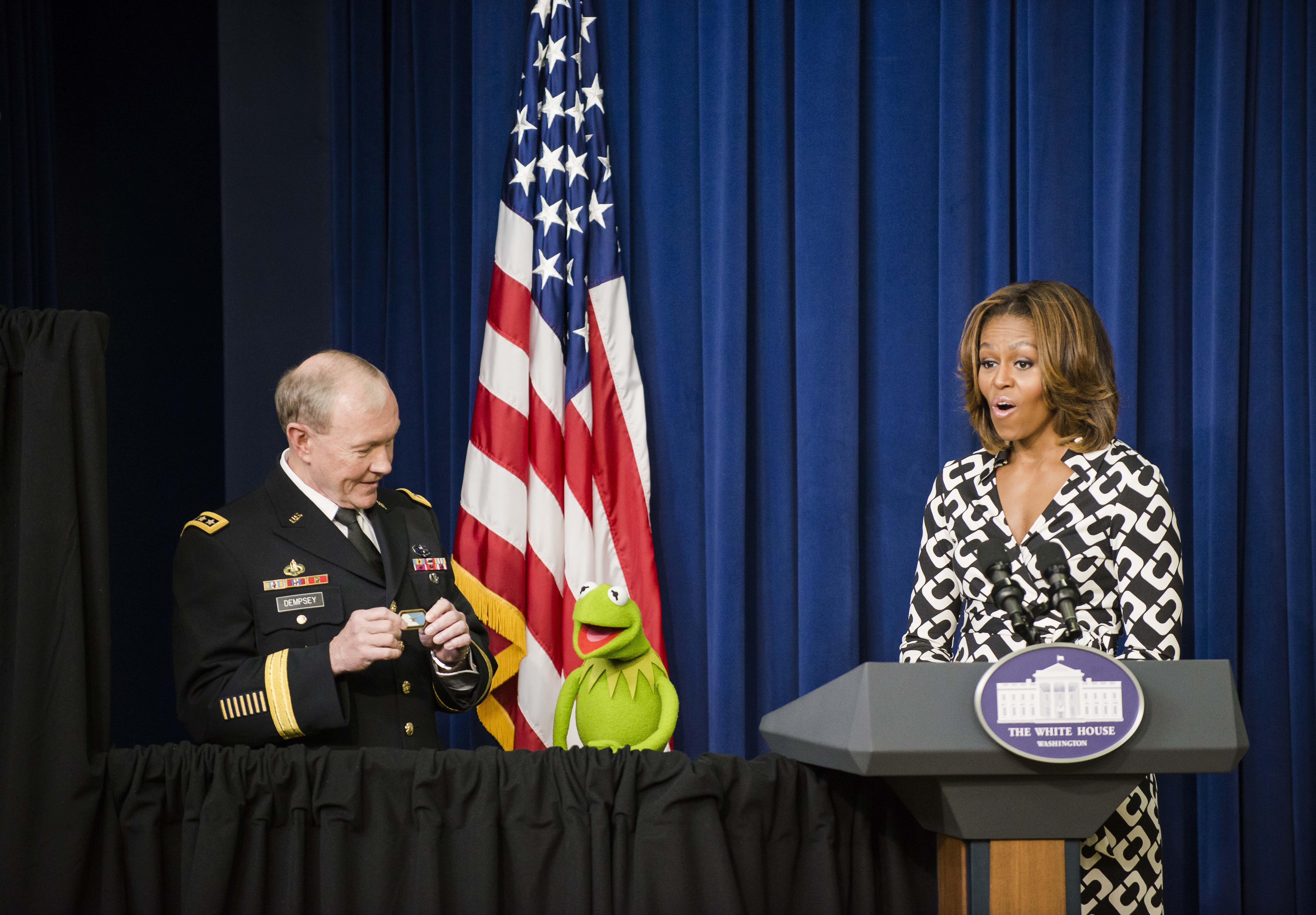
Il generale Martin Dempsey, Kermit e la first lady Michelle Obama nel 2014.

Kermit è stato protagonista anche della serie animata dei Muppet, Muppet Babies. La sua versione infante è anche apparsa, insieme altri popolari personaggi dei cartoni animati, nella campagna di sensibilizzazione contro l'abuso di droghe, dal titolo I nostri eroi alla riscossa.
Possiamo trovare Kermit con una cesta piena di giocattoli sottobraccio mentre fa shopping tra un gruppetto di bambini divertiti dalla sua presenza, nella bottega di Mr. Magorium nel film del 2008 Mr. Magorium e la bottega delle meraviglie: tale film però non è stato realizzato dalla Disney proprietaria dei diritti sui Muppet.
Kermit ha anche partecipato ad alcune puntate del reality americano Extreme Makeover: Home Edition, anche se neanch'esso è della Disney. Viene mostrato in certe parti in alcuni episodi de I Griffin insieme ad altri Muppet.

Nel film Giallo in casa Muppet, inoltre, viene mostrata una foto di un Muppet simile a Fozzie ma di colore verde con l'aspetto di una rana simile a quello di Kermit, svelandosi come loro padre e che quindi Kermit e Fozzie sono "fratelli".
Su Facebook vengono spesso creati dei mème con un'immagine di Kermit di profilo mentre sorseggia una tazza di tè: essa viene generalmente utilizzata per ironizzare sul non coinvolgimento dell'individuo in una determinata situazione d'attualità e quindi mettendo in evidenza la sua personale indifferenza all'avvenimento.
Nel 2021 partecipa come concorrente della quinta edizione di The Masked Singer, sotto la maschera della Lumaca, venendo eliminato alla prima puntata.

## Filmografia
- Sam and Friends (1955–1961) - TV

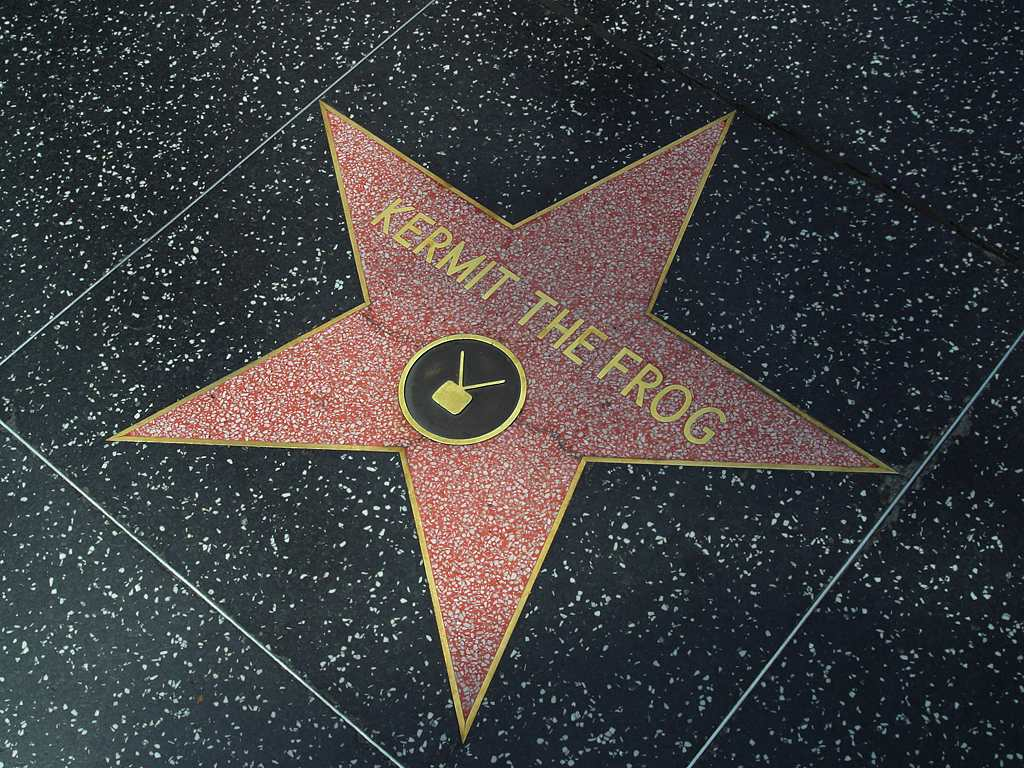
La stella di Kermit la rana alla Hollywood Walk of Fame.

- Sesame Street (1969–1990, 1996-2001, 2009) - TV
- Hey, Cinderella! (1969) - TV
- The Muppets on Puppets (1970) - TV
- Tales from Muppetland: The Frog Prince, regia di Jim Henson (1971) - TV
- The Muppets Valentine Show (1974) - TV
- Muppet Show (1976–1981) - TV
- Emmet Otter's Jug-Band Christmas (1977) - TV
- Ecco il film dei Muppet (1979)
- Giallo in casa Muppet (1981)
- I Muppet alla conquista di Broadway (1984)
- Muppet Babies (1984-1991) - TV
- Sesame Street Presents Follow That Bird (1985)
- The Muppets: A Celebration of 30 Years (1986) - TV
- The Christmas Toy (1986) - TV
- A Muppet Family Christmas (1987) - TV
- The Jim Henson Hour (1989) - TV
- Cartoon All-Stars to the Rescue - TV
- The Muppets at Walt Disney World (1990) - TV
- The Muppets Celebrate Jim Henson (1990) - TV
- Festa in casa Muppet (1992)
- I Muppet nell'isola del tesoro (1996)
- Muppets Tonight (1996-1997) - TV
- I Muppets venuti dallo spazio (1999)
- La prima avventura di Kermit (2002)
- Natale con i Muppet (2002) - TV
- Saturday Night Live (2004, 2011) - TV
- I Muppet e il mago di Oz (2005) - TV
- Mr. Magorium e la bottega delle meraviglie (2007) - cameo
- Studio DC: Almost Live (2008) - TV
- A Muppets Christmas: Letters to Santa (2008) - TV
- I Muppet (2011)
- Lady Gaga & the Muppets' Holiday Spectacular (2013) - TV
- Muppets 2 - Ricercati (2014)
- I Muppet (2015-2016) - TV